# 罕禿忽
罕禿忽（?—?），成吉思汗的侄子，别里古台的长子，也速不花、口温不花的哥哥。
罕禿忽性情刚猛，懂兵法。曾跟随宪宗蒙哥征伐，多次立战功。攻打钓鱼山而还，道经河南，招来流亡百余户，全部入籍。罕禿忽的儿子霍歷極，因为得病而廢，不能从軍，元世祖让他統领其藩部。至大三年（1310年），霍歷極去世，其子塔出嗣立。塔出，性情溫厚，謙恭好學，通經史，能撫恤他的部民。